# Jorge Camino Calle
Jorge Hildebrando Camino Calle (* Sullana,  1960 -   ),  es un administrador y político peruano. Alcalde de la Provincia de Sullana. 

## Biografía
Jorge Camino Calle nació en Sullana, el 18 de octubre de 1960. Hizo sus estudios primarios y secundarios en el Centro Educativo Particular Santa Rosa. Entre junio de 1982 y diciembre de 1986 concluyge estudios de Bachillerato de Administración de Negocios en la Kogod College of Businees Administration de The American University en Washington D. C. Ha laborado como Asistente de Producción y Comercialización en Carpe Diem International (junio de 1985-noviembre de 1986) y como Gerente Administrativo en Transportes Refrigerados SRL  y en Interandina de Comercio SA (marzo de 1987 - junio de 1992). Ha sido Coordinador Macro Regional y Asesor del Viceministro de Agricultura (noviembre de 2003-julio de 2006), Gerente General de Frutos del Perú SA (abril de 2004 - octubre de 2004), Administrador de AYJ Contratistas SRL (enero-octubre de 2007) y es actual Asesor externo de Maple Etanol SRL.
Se inicia su  actuación política postulando como candidato de la Lista Independiente Nueva Alternativa a la Alcaldía de la Municipalidad Provincial de Sullana, siendo electo para el periodo 1999-2002. En las elecciones regionales y municipales del Perú de 2006, postula a la reelección para el mismo cargo por el Movimiento Obras+Obras, y en las del 2010,  por el Movimiento Unidos Construyendo.